# Groß Partwitz

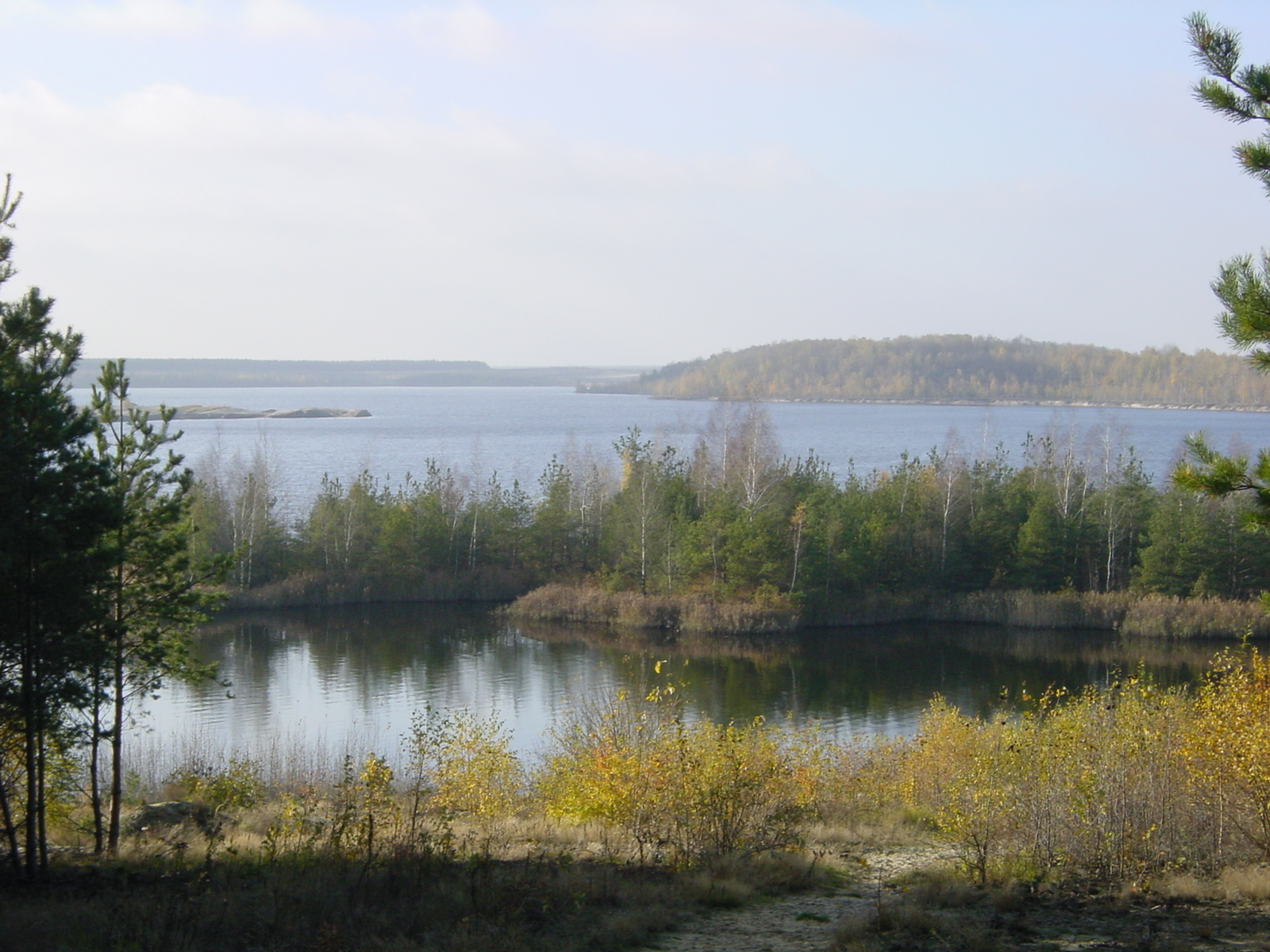
Flutung des Partwitzer Sees, ehem. Tagebau Scado und einstige Ortslage von Groß Partwitz

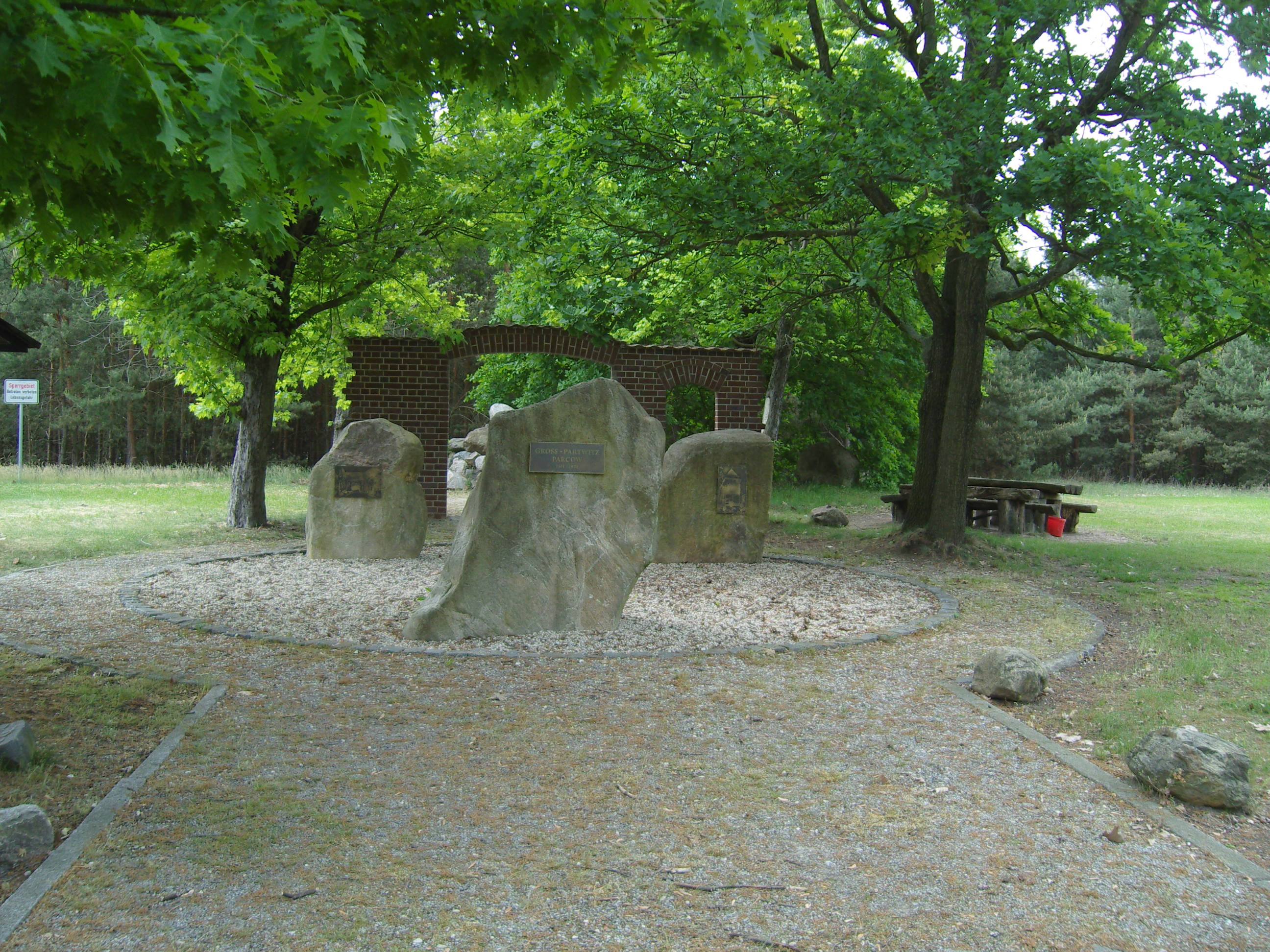
Gedenkstätte für Groß Partwitz in Klein Partwitz

Groß Partwitz, sorbisch Parcow, war ein Dorf mit etwa 400 Einwohnern im Lausitzer Urstromtal in der nördlichen Oberlausitz im Gebiet der heutigen Gemeinde Elsterheide. Groß Partwitz lag östlich der Stadt Senftenberg und nordwestlich von Hoyerswerda, nur wenige Kilometer nordwestlich von Klein Partwitz.
Anfang des 20. Jahrhunderts geriet Groß Partwitz in den Bereich des Kohlenfeldererwerbs der Ilse Bergbau AG, dem späteren Tagebau Scado. Die endgültige Devastierung erfolgte in den Jahren 1969 bis 1970.
Die Madonna der Groß Partwitzer Fachwerkkirche befindet sich heute im Nachbarort Bluno, der Altar kam nach einer Restaurierung in den 1990er Jahren in die Kirche St. Severinus und Jacobus im an der Nordseeküste gelegenen Ort Minsen. Die Kirche hatte eine Orgel von Schlag & Söhne aus Schweidnitz.

## Bevölkerung und Sprache
Für seine Statistik über die sorbische Bevölkerung in der Oberlausitz ermittelte Arnošt Muka in den achtziger Jahren des 19. Jahrhunderts eine Bevölkerungszahl von 535, darunter 522 Sorben (98 %) und nur 13 Deutsche. Ernst Tschernik zählte 1956 in der Gemeinde Groß Partwitz 1956 einen sorbischsprachigen Bevölkerungsanteil von nur noch 33,1 %.

## Persönlichkeiten
- Christian Friedrich Stempel (Kito Fryco Stempel; 1787–1867) – sorbischer Pfarrer und Dichter, geboren in Groß Partwitz